# Уджунг-Кулон (національний парк)
Національний парк Уджунг-Кулон (Ujung Kulon, букв.: Західний кінець) розташований на західній частині острова Ява, в провінції Бантен, Індонезія. Включає також вулканічні острови групи Кракатау у провінції Лампунг і інші острови, у тому числі Панаїтан, а також менші прибережні острови, таких як Гандеулеум (Handeuleum) і Пеуканг (Peucang) в Зондській протоці.

## Географія
Парк охоплює площу 1 229,56 км² (з них 443 км² — море), більшість з якої розташовується на півострові Уджунг-Кулон в Індійському океані. Виверження Кракатау 1883 року викликало цунамі, який змив села і посіви прибережних районів на західному півострові, та покрило всю площу шаром вулканічного попелу близько 30 см завтовшки. Це призвело до повного знелюднення півострова, тим самим дозволивши йому стати резерватом для більшості флори і фауни Яви, і майже всіх залишків низинного лісу на острові.

## Екологія

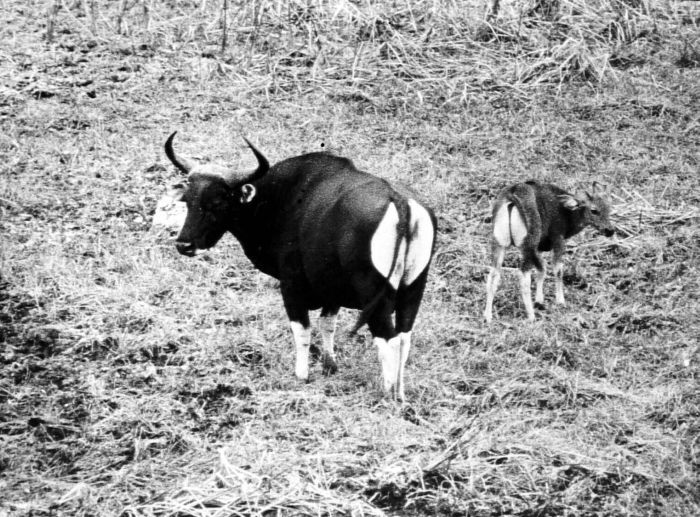
Бантенги в національному парку (1941)

Територія стала першим національним парком Індонезії та була включена ЮНЕСКО до переліку Світової спадщини 1991 року для збереження найбільшого вцілілого низинного тропічного лісу Яви. Після виверження вулкана Кракатау 1883 року, багато населених пунктів у парку були знищені і ніколи не відновлені.
Уджунг-Кулон є останнім відомим притулком яванського носорога, який перебуває під загрозою зникнення після того, як браконьєри вбили останніх таких носорогів в Національному парку Кат Т'єн у В'єтнамі, де ще в 2010 році їх було 10. Популяція носорогів в Уджунг-Кулон оцінювалась в 40-60 осіб  в 1980-х роках. Протягом 2001–2010 були за допомогою камер та відео-пасток було виявлено 14 народжень носорогів. На основі записів, зроблених у період з лютого по жовтень 2011 року, було зафіксовано 35 носорогів, з яких 22 самців та 13 самок. З них 7 були старими, 18 дорослих, 5 підлітків і 5 новонароджених носорогів. У 2013 році було зафіксовано 8 дитинчат, з них 3 були самиці, та 50 підлітків і дорослих, з них 20 були самиці, виявлені з допомогою 120 відеокамер, що функціонують вночі з датчиком руху. Це точні дані, тому що кожен носоріг має унікальну морфологію (як відбитки пальців), переважно малюнком зморшок шкіри навколо очей.
Однак до 2013 року території їх годування, де росте Chromolaena odorata, скоротились з 10 місць загальною площею бл.158 га до всього 5 місць (20 га). Таким чином, зросла конкуренція за годування між самотніми носорогами і бантенгами.
Парк також захищає 57 рідкісних видів рослин. 35 видів ссавців включають бантенгів, сріблястих гібонів, лутунгів яванських, макак крабоїдних, яванських леопардів, Cuon alpinus sumatrensis, Tragulus javanicus і рус яванських, видротхорів. Є також 72 видів плазунів і земноводних, 240 видів птахів.
Статус крокодилів в парку значною мірою невідомий — спостереження рідкісні, але іноді трапляються. Є непідтверджені повідомлення про спостереження псевдогавіала в парку. Крім того, крокодил солоноводний був історично присутній у всіх прибережних річкових системах Яви, але в даний час в цих регіонах вимер. Малі ізольовані популяції солоноводних крокодилів, як повідомляється, збереглися в Уджунг-Кулоні, але потрібне підтвердження.

## Збереження
Частини сьогоднішнього національного парку і об'єкту Світової спадщини були захищені з початку 20-го століття. Кракатау (вірніше, три невеликі острівці, які залишились від нього) був оголошений природним заповідником в 1921 році, потім були створені природні заповідники Пулау-Панайтан і Пулау-Пеуканг в 1937 році, Уджунг-Кулон в 1958 році, Гунунг-Хондже в 1967 році, і зовсім нарешті Національний парк Уджунг-Кулон в 1992 році. У 2005 році парк був визнаний як Парк спадщини Асоціації націй Південносхідної Азії (англ. Association for Southeast Asian Nations (ASEAN) Heritage Park).